# Auguste Kerckhoffs

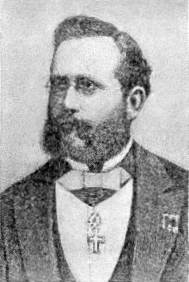
Auguste Kerckhoffs

Jean Guillaume Auguste Victor François Hubert Kerckhoffs von Nieuwenhof (* 19. Januar 1835 in Nuth (heute Niederlande); † 1903 in Paris, Frankreich) war ein niederländischer Linguist und Kryptologe. 
Er verkürzte seinen Namen auf Auguste Kerckhoffs, als er seine Studien an der Universität Lüttich aufnahm, die er mit docteur dès lettres abschloss. Er hielt sich einige Zeit in Frankreich und den Niederlanden auf, wo er als Lehrer für Deutsch an der École des hautes études commerciales de Paris und der École Arago tätig war.

## Kerckhoffs als Kryptologe
Seine Schrift La Cryptographie militaire, die er nach zwei Jahren Arbeit schließlich 1883 veröffentlichte, gilt als Meilenstein der Kryptographie des 19. Jahrhunderts, die sich damals mit vertraulicher Kommunikation über Telegraphenleitungen beschäftigte.
Das Werk beinhaltet Kerckhoffs’ Prinzip für die „strategische Kryptologie“, nach damaligem Verständnis eine militärische Wissenschaft. Es werden weitere Regeln und Anforderungen für vertrauliche Kommunikation aufgestellt:
- Eine verschlüsselte Nachricht darf ohne Schlüssel nicht effizient zu entschlüsseln sein;
- die Kommunikationspartner dürfen keinen Schaden erleiden, wenn das Verschlüsselungssystem bekannt wird;
- der Schlüssel muss leicht zu merken und auswechselbar sein;
- die Kryptogramme müssen übertragbar, das hieß damals „telegraphierbar“, sein;
- der Chiffrierapparat und die Dokumente müssen transportierbar sein;
- das System muss einfach (ohne Expertenhilfe) zu benutzen sein;
- das Chiffriersystem sollte von Experten gut untersucht sein.

Den ersten Erfindern von Chiffriermaschinen dürften diese Erkenntnisse wohl kaum bekannt gewesen sein: Edward Hugh Hebern (1869–1952), Arthur Scherbius (1878–1929), Hugo Alexander Koch (1870–1928) – als Niederländer schon eher möglich – sowie Arvid Damm (1869–1927).
Diese Regeln haben, wenn man eine behutsame Interpretation für Probleme der heutigen Zeit vornimmt, noch immer Gültigkeit. Der leicht zu merkende Schlüssel wäre heute eher ein Passwort bzw. eine PIN. Transportierbarkeit ist für Softwarelösungen natürlich trivial gegeben. Bei Hardware (zum Beispiel Implementierung auf Chipkarten) ist es heutzutage kaum noch eine Herausforderung, wenn alle Beteiligten ähnliche Komponenten (zum Beispiel dieselben Chips) verwenden.

## Kerckhoffs als Interlinguist
Ab 1885 begann sich Kerckhoffs für die Welthilfssprache Volapük zu interessieren und war einige Jahre lang auch Secrétaire général de l'Association française pour la propagation du volapük. Er propagierte diese auch in Spanien und Skandinavien und veröffentlichte ein Lehrbuch. Differenzen über eine Vereinfachung des Volapük führten zum Bruch mit dessen Schöpfer, dem Pfarrer Johann Martin Schleyer, der seine Rechte an der Sprache gewahrt wissen wollte. 
Auf dem zweiten Volapük-Kongress in München wurde er zum Leiter der Internationalen Akademie für Volapük ernannt, eine Aufgabe, die er von 1887 bis 1891 wahrnahm. Damit war er faktisch der zweite Mann der Volapük-Bewegung nach ihrem Erfinder Johann Martin Schleyer.
Kerckhoffs war der Meinung, dass Volapük vor allem der eindeutigen Kommunikation in Wissenschaft und Handel dienen und vereinfacht werden sollte. Im Jahr 1887 schuf er sogar eine eigene Version des Volapük, das Nuvo-Volapük. Diese Reformfreudigkeit brachte ihn in Konflikt mit Schleyer, der dazu neigte, die Sprache als sein persönliches Eigentum zu betrachten und jede Reform ablehnte. Der Konflikt eskalierte nach dem Volapük-Kongress von 1889, als Schleyer die gesamte Akademie nach Hause schickte und anschließend in Konstanz eine neue Akademie gründete. 
1892 trat Kerckhoffs zurück. Diese Spaltung führte neben der Konkurrenz durch das aufkommende Esperanto zum Niedergang der einst so erfolgreichen Volapük-Bewegung. Es sollte bis in die 1930er Jahre des 20. Jahrhunderts dauern, bis ein anderer Niederländer, der Arzt Arie de Jong, der Bewegung wieder neues Leben einhauchen konnte.

## Werke
- Auguste Kerckhoffs: La cryptographie militaire. Journal des sciences militaires, Bd. 9, S. 5–38, Jan. 1883 und S. 161–191, Feb. 1883. PDF; 0,5 MB
- La Cryptographie militaire, ou Des chiffres usités en temps de guerre. Avec un nouveau procédé de déchiffrement applicable aux systèmes à double clef. Neuauflage. Verlag: Nabu Press (23. Februar 2010)  ISBN 978-1145264670
- International Commercial Language: Abridged Grammar of Volapük. Neuauflage. Verlag: BiblioBazaar (17. Juli 2009)  ISBN 978-1113311931
- Examen critique de la Langue Musicale Universelle de Sudre

| Personendaten    | Personendaten                                                                            |
| ---------------- | ---------------------------------------------------------------------------------------- |
| NAME             | Kerckhoffs, Auguste                                                                      |
| ALTERNATIVNAMEN  | Kerckhoffs, Jean-Guillaume Hubert Victor François Alexandre Auguste (vollständiger Name) |
| KURZBESCHREIBUNG | niederländischer Linguist und Kryptologe                                                 |
| GEBURTSDATUM     | 19. Januar 1835                                                                          |
| GEBURTSORT       | Nuth                                                                                     |
| STERBEDATUM      | 1903                                                                                     |
| STERBEORT        | Paris                                                                                    |